# Penso (Melgaço)
Penso is een plaats (freguesia) in de Portugese gemeente Melgaço en telt 563 inwoners (2001).

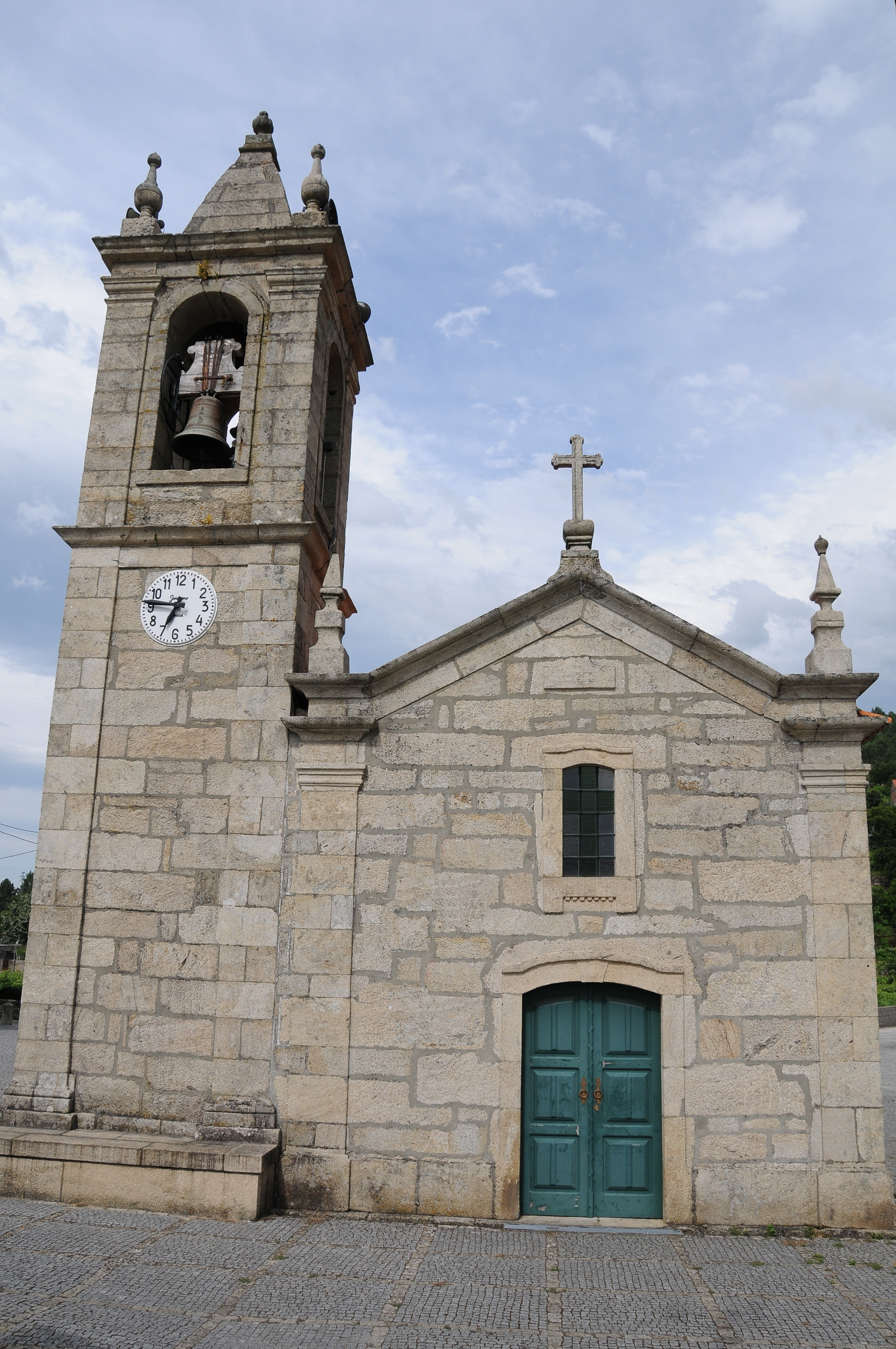